# Eosinofil fasciit
Eosinofil fasciit är en typ av bindvävsinflammation i muskler i armar och ben, som även är känd som Shulmans syndrom efter Lawrence Shulman.
Eosinofiler är en typ av vita blodkroppar. Fascia är ett bindvävsskikt som omger en muskel. Suffixet it betyder inflammation. Sålunda föreligger det vid eosinofil fasciit en eosinofil inflammation av bindväv runt musklerna. I blodet är antalet eosinofiler kraftigt förhöjt. Behandling av tillståndet sker med kortisol.